# Општина Надраг (Тимиш)
Надраг (рум. Nădrag) општина је у Румунији у округу Тимиш.
Oпштина се налази на надморској висини од 376 m.